# Rosa 'Perle Noire'
'Perle Noire' ('DELurt'el nombre del obtentor registrado), es un cultivar de rosa que fue conseguido en Francia en 1976 por el rosalista francés Delbard.

## Descripción
'Perle Noire' es una rosa moderna cultivar del grupo Híbrido de té.
El cultivar procede del cruce de Semillas: ('Impeccable' x 'Papa Meilland' ®) x ('Gloire de Rome' x 'Impeccable') y Polen: ('Charles Mallerin' x 'Gay Paris') x ('Rouge Meilland' x 'Soraya'®).
Las formas arbustivas del cultivar tienen porte erguido y alcanza unos 100 cm de alto con 50 a 60 cm de ancho. Las hojas son de color verde oscuro mate.
Sus delicadas flores de color rojo oscuro. Flores de color rojo oscuro aterciopelado, bien formadas. Fragancia suave. La forma de flor es grande completa (26-40 pétalos).
Florece en oleadas a lo largo de la temporada. Primavera o verano son las épocas de máxima floración, si se le hacen podas más tarde tiene después floraciones dispersas.

## Origen
El cultivar fue desarrollado en Francia por el prolífico rosalista francés Delbard en 1976. 'Perle Noire' es una rosa híbrida tetraploide con ascendentes parentales de Semillas: ('Impeccable' x 'Papa Meilland' ®) x ('Gloire de Rome' x 'Impeccable') y Polen: ('Charles Mallerin' x 'Gay Paris') x ('Rouge Meilland' x 'Soraya'®).
El obtentor fue registrado bajo el nombre cultivar de 'DELurt' por Delbard en 1976 y se le dio el nombre comercial de exhibición 'Perle Noire' ®.
Se le conoce también por los sinónimos de 'DELurt' y 'Black Pearl'.

## Cultivo
Aunque las plantas están generalmente libres de enfermedades, es posible que sufran de punto negro en climas más húmedos o en situaciones donde la circulación de aire es limitada. Las plantas toleran la sombra, a pesar de que se desarrollan mejor a pleno sol. En América del Norte son capaces de ser cultivadas en USDA Hardiness Zones 6b a 9b. La resistencia y la popularidad de la variedad han visto generalizado su uso en cultivos en todo el mundo.
Puede ser utilizado para las flores cortadas, jardín o portador guia. Vigorosa. En la poda de Primavera es conveniente retirar las cañas viejas y madera muerta o enferma y recortar cañas que se cruzan. En climas más cálidos, recortar las cañas que quedan en alrededor de un tercio. En las zonas más frías, probablemente hay que podar un poco más que eso. Requiere protección contra la congelación de las heladas invernales.
La rosa 'Black Pearl' ha sido retirada de la zona de pruebas del "Auckland Regional Botanic Gardens" (ARBG) debido a que su PVR no ha sido renovado.